# Rally di Monte Carlo 2015
L'83ª edizione del Rally di Monte Carlo, prima prova del Campionato del mondo rally 2015, si è corsa dal 22 al 25 gennaio ed è stata vinta da Sébastien Ogier. Soltanto ottavo il nove volte campione del mondo Sébastien Loeb: mentre era saldamente al comando della classifica generale, durante l'8ª speciale, ha danneggiato la sua posteriore sinistra, perdendo minuti preziosi.

## Risultati

### Classifica
| 1       | Sébastien Ogier     | Julien Ingrassia  | Volkswagen Polo R WRC   | 3:36:40.2 | -          | WRC   | 25   |
| 2       | Jari-Matti Latvala  | Miikka Anttila    | Volkswagen Polo R WRC   | 3:37:38.2 | +58.0      | WRC   | 18+1 |
| 3       | Andreas Mikkelsen   | Ola Fløene        | Volkswagen Polo R WRC   | 3:38:52.5 | +2:12.3    | WRC   | 15   |
| 4       | Mads Ostberg        | Jonas Andersson   | Citroën DS3 WRC         | 3:39:23.8 | +2:43.6    | WRC   | 12   |
| 5       | Thierry Neuville    | Nicolas Gilsoul   | Hyundai i20 WRC         | 3:39:52.3 | +3:12.1    | WRC   | 10   |
| 6       | Dani Sordo          | Marc Martí        | Hyundai i20 WRC         | 3:39:53.1 | +3:12.9    | WRC   | 8    |
| 7       | Elfyn Evans         | Daniel Barritt    | Ford Fiesta RS WRC      | 3:42:03.9 | +5:23.7    | WRC   | 6    |
| 8       | Sébastien Loeb      | Daniel Elena      | Citroën DS3 WRC         | 3:45:14.9 | +8:34.7    | WRC   | 4+2  |
| 9       | Martin Prokop       | Jan Tománek       | Ford Fiesta RS WRC      | 3:46:35.0 | +9:54.8    | WRC   | 2    |
| 10      | Kris Meeke          | Paul Nagle        | Citroën DS3 WRC         | 3:47:35.8 | +10:55.6   | WRC   | 1+3  |
| WRC-2   |                     |                   |                         |           |            |       |      |
| 1 (12.) | Stéphane Lefebvre   | Stéphane Prévot   | Citroën DS3 R5          | 3:49:36.7 | -          | WRC-2 | 25   |
| 2 (13.) | Craig Breen         | Scott Martin      | Peugeot 208 T16         | 3:51:50.7 | +2:14.0    | WRC-2 | 18   |
| 3 (14.) | Armin Kremer        | Klaus Wicha       | Škoda Fabia S2000       | 3:52:03.7 | +2:27.0    | WRC-2 | 15   |
| 4 (15.) | Eric Camilli        | Benjamin Veillas  | Ford Fiesta R5          | 3:54:36.4 | +4:59.7    | WRC-2 | 12   |
| 5 (19.) | Jonathan Hirschi    | Vincent Landais   | Peugeot 208 T16         | 3:59:29.5 | +9:52.8    | WRC-2 | 10   |
| 6 (21.) | Quentin Giordano    | Valentin Sarreaud | Citroën DS3 R5          | 4:06:53.7 | +17:17.0   | WRC-2 | 8    |
| 7 (66.) | Alain Foulon        | Gilles Delarche   | Mitsubishi Lancer EVO X | 4:52:15.9 | +1:02:39.2 | WRC-2 | 6    |
| 8 (75.) | Marco Vallario      | Antonio Pascale   | Mitsubishi Lancer EVO X | 5:14:44.3 | +1:25:07.6 | WRC-2 | 4    |
| WRC-3   |                     |                   |                         |           |            |       |      |
| 1 (21.) | Quentin Gilbert     | Renaud Jamoul     | Citroën DS3 R3T Max     | 4:08:32.7 | -          | WRC-3 | 25   |
| 2 (24.) | Christian Riedemann | Michael Wenzel    | Citroën DS3 R3T Max     | 4:10:56.4 | +2:23.7    | WRC-3 | 18   |
| 3 (25.) | Ole Christian Veiby | Anders Jæger      | Citroën DS3 R3T Max     | 4:12:04.1 | +3:31.4    | WRC-3 | 15   |
| 4 (27.) | Simone Tempestini   | Matteo Chiarcossi | Citroën DS3 R3T Max     | 4:14:01.1 | +5:28.4    | WRC-3 | 12   |
| 5 (31.) | Stéphane Consani    | Matteo Chiarcossi | Renault Clio RS R3T     | 4:17:57.6 | +9:24.9    | WRC-3 | 10   |
| 6 (33.) | Yohan Rossel        | Benoît Fulcrand   | Citroën DS3 R3T Max     | 4:20:00.4 | +11:27.7   | WRC-3 | 8    |
| 7 (35.) | Alessandro Re       | Giacomo Ciucci    | Citroën DS3 R3T Max     | 4:20:37.2 | +12:04.5   | WRC-3 | 6    |
| 8 (43.) | Kornél Lukács       | Márk Mesterházi   | Citroën DS3 R3T Max     | 4:28:35.1 | +20:02.4   | WRC-3 | 4    |
| 9 (61.) | Charlotte Dalmasso  | Marine Delon      | Citroën DS3 R3T Max     | 4:47:43.1 | +39:10.4   | WRC-3 | 2    |

| Icona | Note                                                                                 |
| ----- | ------------------------------------------------------------------------------------ |
| WRC   | Equipaggio di classe WRC che può conquistare punti per il campionato costruttori     |
| WRC   | Equipaggio di classe WRC che non può conquistare punti per il campionato costruttori |
| WRC-2 | Equipaggio registrato al campionato WRC-2                                            |
| WRC-3 | Equipaggio registrato al campionato WRC-3                                            |
| JWRC  | Equipaggio registrato al campionato Junior WRC                                       |
|       | Ulteriori classificazioni                                                            |

### Prove speciali vinte
Piloti WRC
| Pos | Pilota          | Punti |
| --- | --------------- | ----- |
| 1   | Sébastien Loeb  | 5     |
| 2   | Robert Kubica   | 4     |
| 3   | Kris Meeke      | 3     |
| 4   | Sébastien Ogier | 2     |

## Classifiche Mondiali
Piloti WRC
| Pos | Pilota             | Punti |
| --- | ------------------ | ----- |
| 1   | Sébastien Ogier    | 25    |
| 2   | Jari-Matti Latvala | 19    |
| 3   | Andreas Mikkelsen  | 15    |
| 4   | Mads Østberg       | 12    |
| 5   | Thierry Neuville   | 10    |

Costruttori WRC
| Pos. | Team                        | Punti |
| ---- | --------------------------- | ----- |
| 1    | Volkswagen Motorsport       | 43    |
| 2    | Hyundai Motorsport          | 27    |
| 3    | M-Sport World Rally Team    | 12    |
| 4    | Citroen Total Abu Dhabi WRT | 12    |
| 5    | Jipocar Czech National Team | 6     |

Piloti WRC-2
| Pos | Pilota            | Punti |
| --- | ----------------- | ----- |
| 1   | Stéphane Lefebvre | 25    |
| 2   | Craig Breen       | 18    |
| 3   | Armin Kremer      | 15    |
| 4   | Eric Camilli      | 12    |
| 5   | Jonathan Hirschi  | 10    |

Piloti WRC-3
| Pos | Pilota              | Punti |
| --- | ------------------- | ----- |
| 1   | Quentin Gilbert     | 25    |
| 2   | Christian Riedemann | 18    |
| 3   | Ole Christian Veiby | 15    |
| 4   | Simone Tempestini   | 12    |
| 5   | Stéphane Consani    | 10    |